# Декурион (военен командир)
 За декурион (куриал) вижте Декурион (цивилен).  
Декурион или decurio equitum (от латинското decurio, мн.ч. decuriones – „десятник“) е военна титла на Римски офицер от кавалерията, командващ отделение (турма) от около 30 конника в Римската армия. Съответния чин във Византйската армия е декарх (от гр. – dekarchos) за кавалерията и архонт на палатката (от гр. – Archoon tou kontuberniou) за пехотата. 

## Армия на Републиката
По време на Римската република легионът „Polybian“ (ок. 300 – 388 г. пр.н.е.) от граждани-доброволци е имал в състава си кавалерийски ескадрон от 300 конника, разделен на турми (взводове) по 30 души всеки. Всяка турма била водена от три декуриона, избирани от самите кавалеристи. Въпреки че decurio буквално значи „водач на 10 души – десятник“, изглежда турмата не е била разделена на 3 отделения по 10 души всяко. Вместо това, единият декурион е изпълнявал ролята на взводен командир, а другите двама на негови помощници (зам. командири). Всички декуриони принадлежали на съсловието на конниците, както и много от техните подчинени.

## Армия на Принципата
В имперската Римска армия от времето на Принципата (30 г. пр.н.е. – 284 г.), един декурион отново е командвал кавалерийска турма от ок. 30 души, но вече самостоятелно. Както и всички войници в римските легиони, декурионите са служили продължително-25 години, и повечето са били доброволци.
Един имперски легион от този период, състоящ се общо от около 5600 души, е имал в състава си и малка кавалерийска част от около 120 души (т.е. 4 турми). Т.к. средния брой на легионите е бил ок. 30, имперската легионерска кавалерия е наброявала само около 3600 души, сравнено с общо ок. 80 000 кавалериста в цялата армия. По този начин в легионите е имало ок. 120 декуриона средно.
По-голямата част от имперската кавалерия е била в частите на ауксилариите – части на редовната армия, съставени от свободни жители на империята без римско гражданство, известни като перегрини. Една ала (буквално „крило“ от латински), която е била чисто кавалерийска част, е включвала 480 конника (16 турми, съответно 16 декуриона). Удвоената ала (ala milliaria) е имала 720 конника (24 турми). Около 90 али са съществували по времето на император Адриан (упр. 117 – 138 г.). В помощните войски освен това е имало и пехотни кохорти, известни като cohors equitata, които са включвали кавалерийско подразделение от 120 конника (4 турми; 8 в удвоена част). При Адриан е имало около 180 такива части. По този начин средния брой на декурионите в помощните войски е бил около 2500.
По време на Империята декурионите вече не били само мобилизирани римляни, издигнати до този чин от обикновени войници, но също е можело да бъдат членове на местната племенна аристокрация. (От съсловието на римските конници са били по-висшестоящите офицери, като префектите на помощните войски.) Затова декурионите в имерската армия имали много по-нисък социален статус от техните предшественици в Републиканската кавалерия. Декурионите по време на Републиката не само били Римски граждани, но и принадлежали към Римската аристокрация, докато декурионите от помощните войски били предимно обикновени граждани или перегрини (до 212 г., когато всички свободни поданици получават римско гражданство). Дори и да принадлежали на местната племенна аристокрация, статута им бил по-нисък отколкото на един обикновен Римски гражданин, поради строгото йерархично разделение в Римската империя.

## Късноримска армия
След военната реформа на Диоклециан от края на 3 – началото на 4 век, титлата декурион се запазва само в частите от стар тип – али. В частите от нов тип – вексилатиони и т.н. – командирите имат съвсем други чинове, съставени по подобие на титлите на местните административни чиновници. Според Нотиция Дигнитатум в Източната Римска Империя е имало 73 али, но оценките за числеността на една ала варират от 120 до 480 конника, което означава че е имало между 292 и 1168 декуриона.
За Западната Римска империя в Нотицията са споментаи само 2 али, т.е. там повечето части са били от новия тип.